# Französische Beachhandball-Nationalmannschaft der Frauen
Die französische Beachhandball-Nationalmannschaft der Frauen repräsentiert den französischen Handball-Verband als Auswahlmannschaft auf internationaler Ebene bei Länderspielen im Beachhandball gegen Mannschaften anderer nationaler Verbände. Den Kader nominiert der Nationaltrainer.
Das männliche Pendant ist die französische Beachhandball-Nationalmannschaft der Männer.

## Geschichte

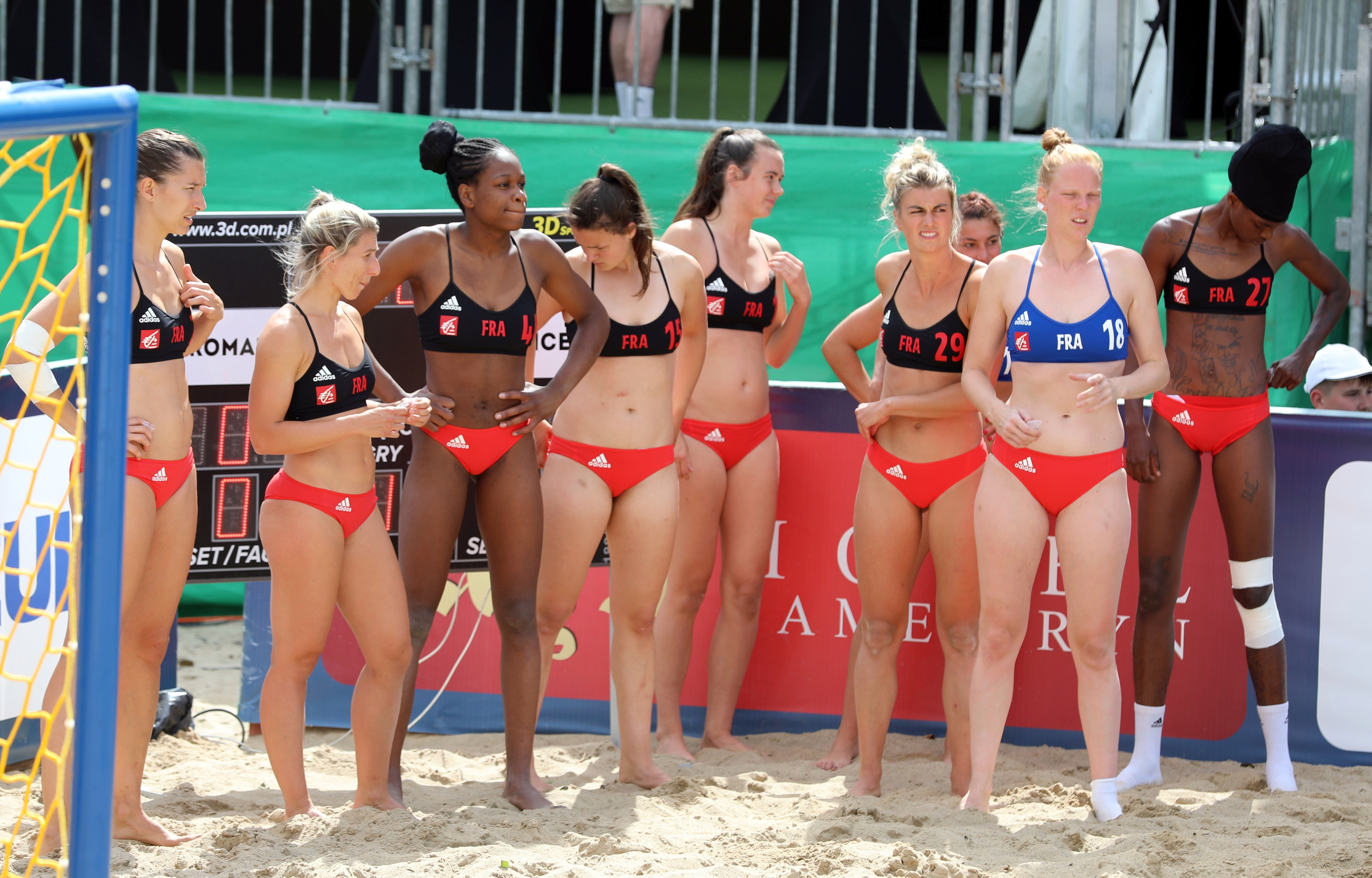
Die französische Mannschaft vor dem Spielbeginn gegen Rumänien in der Platzierungsrunde der EM 2019

Frankreich erhielt schon relativ früh eine Beachhandball-Nationalmannschaft der Frauen, das Land trat 2002 bei der zweiten Austragung der Europameisterschaften in Cádiz, Spanien erstmals an und belegte wie auch zwei Jahre später hintere Plätze – den letzten und den vorletzten. Danach stellte der französische Handballverband sowohl bei den Männern, die sich ähnlich schwach platziert hatten, als auch bei den Frauen, bis 2017 keine Nationalmannschaften mehr auf. 2017 gelang den französischen Frauen eine sehr gute Rückkehr auf die internationale Bühne mit dem siebten Rang bei der EM am Jarun-See in Zagreb, Kroatien. Damit verpassten sie nur um einen Rang die direkte Qualifikation zu ihrer ersten WM-Teilnahme an den Weltmeisterschaften 2018 in Kasan, Russland. Da der afrikanische Startplatz nicht besetzt wurde, konnte Frankreich dennoch nachrücken und erreichte den elften Platz. Seitdem folgten durchweg mittlere Ergebnisse bei den internationalen Turnieren.
Bei der EM 2021 in Warna, Bulgarien, gewann die französische Nationalmannschaft den Fair-Play-Preis als fairste Mannschaft des Turniers.

## Trainer

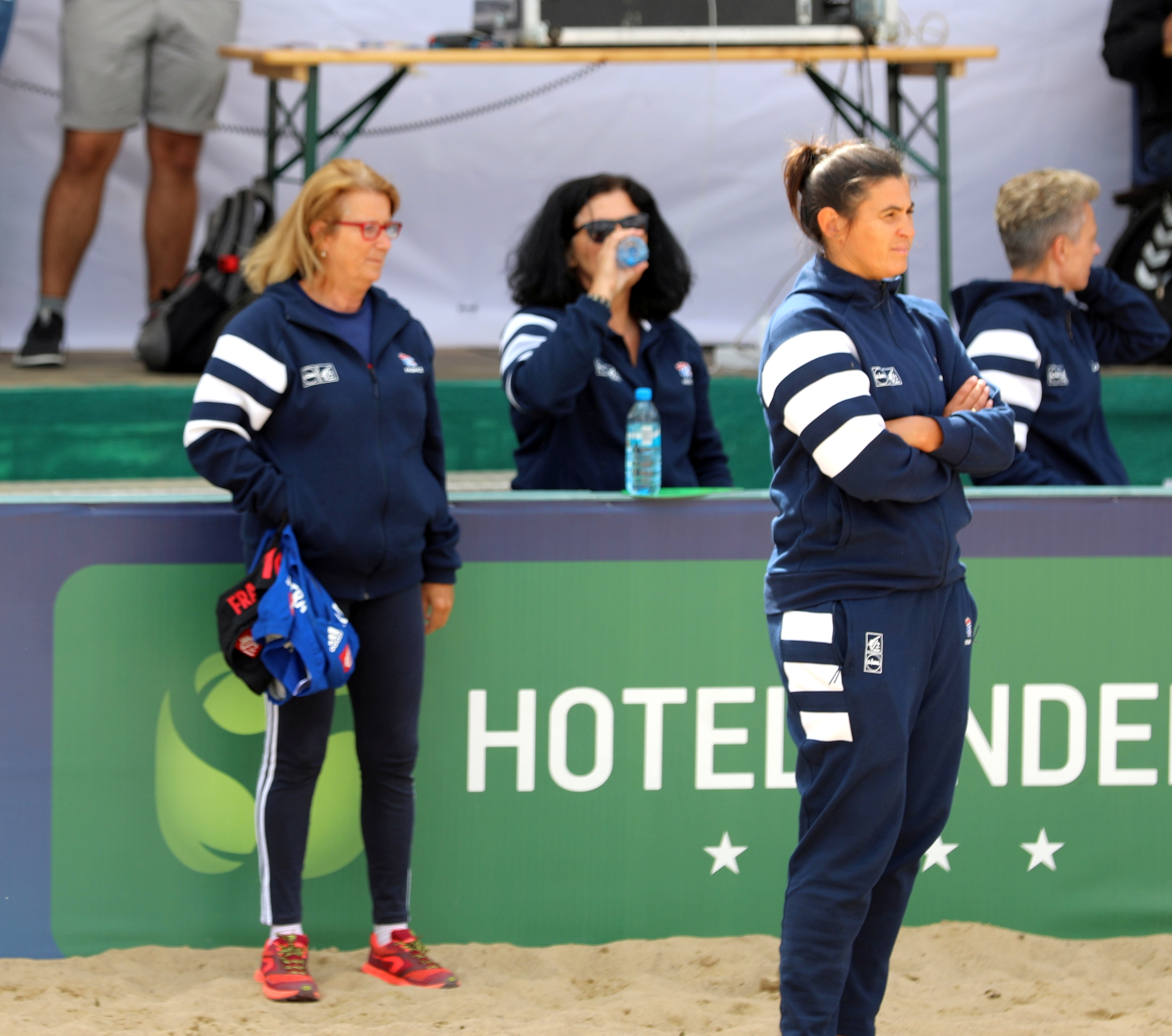
Valérie Nicolas (rechts) und Joëlle Demouge bei der EM 2019

| Cheftrainer - 2016–2023: Valérie Nicolas - seit 2023: Joëlle Demouge und Marion Limal | Co-Trainer/in - 2017: Mezuela Servier und Aline Sagols - 2019–2023: Joëlle Demouge |

## Teilnahmen
| World Games - 2001: nicht eingeladen - 2005: nicht eingeladen - 2009: nicht eingeladen - 2013: nicht qualifiziert - 2017: nicht qualifiziert - 2022: nicht qualifiziert World Beach Games - 2019: nicht qualifiziert - 2023: Mediterranean Beach Games - 2015: keine Teilnahme - 2019: keine Teilnahme - 2023: | Weltmeisterschaften - 2004: nicht qualifiziert - 2006: nicht qualifiziert - 2008: nicht qualifiziert - 2010: nicht qualifiziert - 2012: nicht qualifiziert - 2014: nicht qualifiziert - 2016: nicht qualifiziert - 2018: 11. - 2020: ausgefallen - 2022: nicht qualifiziert | Europameisterschaften - 2000: keine Teilnahme - 2002: 16. - 2004: 13. - 2006: keine Teilnahme - 2007: keine Teilnahme - 2009: keine Teilnahme - 2011: keine Teilnahme - 2013: keine Teilnahme - 2015: keine Teilnahme - 2017: 7. - 2019: 13. - 2021: 12. - 2023: qualifiziert | EHF Championship - 2022: 4. Global Tour - 2022: nicht eingeladen |

Die Kader der ersten EM-Teilnahmen 2002 und 2004 sind aktuell nicht rekonstruierbar.
- EM 2017: Armelle Attingré (TW) • Anaïs Adelin (TW) • Chloé Bouquet • Laurène Catani • Maud-Éva Copy • Marion Limal • Oriane Ondono • Camille Rassinoux • Clarisse Wild • Sabrina Zazai[4]
- WM 2018: Anaïs Adelin (TW) • Lucie Bouly • Lalie Brouillet • Laurène Catani • Anouck Clément • Inès Godet • Justine Joly • Andréa Novellan (TW) • Clarisse Wild • Sabrina Zazai[5]
- EM 2019: Armelle Attingré (TW) • Lalie Brouillet • Laurène Catani • Anouck Clément • Maud-Éva Copy • Sitha Dembélé • Romane Frécon-Demouge • Justine Joly • Marion Limal • Laurane Scalabrino (TW) • Clarisse Wild • Kellya Zulemaro
- EM 2021: Lalie Brouillet • Anouck Clément • Maud-Éva Copy • Sitha Dembélé • Hélène Falcon (TW) • Romane Frécon-Demouge • Laura Kanor • Julie Le Blevec • Meissa Maurice • Laurane Scalabrino (TW) • Eva Turpin • Clarisse Wild[6]
- EHFC 2022: Eve Barlet • Lilou Begon • Dorothee Blaise • Lalie Brouillet • Anouck Clément • Maud-Éva Copy • Inès Godet • Camille Joseph • Meissa Maurice • Laurane Scalabrino (TW) • Clarisse Wild[7]